# سیندی والش
سیندی والش (انگلیسی: Cindy Walsh؛ زادهٔ ۱۳ نوامبر ۱۹۷۹) بازیکن فوتبال اهل کانادا است.
وی همچنین در تیم‌های ملی فوتبال Canada women's national under-20 soccer team و زنان کانادا بازی کرده‌است.